# Fujitsu FM 11 EX
Fujitsu FM 11 EX (FM 11 EX) је професионални рачунар, производ фирме Фуџицу (Fujitsu) који је почео да се израђује у Јапану током 1982. године.
Користио је  као централни микропроцесор а RAM меморија рачунара FM 11 EX је имала капацитет од 128 KB (до 1 MB). 
Као оперативни систем кориштен је CP/M 86, опционо: OS-9, FLEX, MS-DOS и CP/M 80.

## Детаљни подаци
Детаљнији подаци о рачунару FM 11 EX су дати у табели испод.
|                       | |
| [ 1 ]                 | |
| Произвођач            | Фуџицу |
| Тип                   | професионални рачунар                                                                                            |
| Меморија              | 128 (до 1 MB) |
| Поријекло             | Јапан |
| Година                | 1982 |
| Тастатура             | потпуна професионална тастатура са функцијским тастерима и одвојена нумеричка тастатура (JIS стандард). 98 тастера. |
| Процесор              | |
| Фреквенција процесора | MBL69B09s (видео и улаз/излаз контрола)                                                                          |
| RAM                   | 128 (до 1 MB) |
| ROM                   | 24 KB |
| Текст                 | 40 x 20, 40 x 25, 80 x 20, 80 x 25                                                                               |
| Графика               | 640 x 400, 640 x 200 са 8 боја                                                                                   |
| Боја                  | 16 |
| Звук                  | мали звучник |
| Димензије             | 464 (ширина) x 360 (дубина) x 153 (висина) / 11,8 (13 са додатном флопи диск јединицом)                          |
| Портови               | |
| Оперативни систем     | 86, опционо: 80                                                                                                  |